# Gare de Shin-Anjō
La gare de Shin-Anjō (新安城駅, Shin-Anjō-eki) est une gare ferroviaire de la ville d'Anjō, dans la préfecture d'Aichi au Japon. Elle est exploitée par la compagnie Meitetsu.

## Situation ferroviaire
Shin-Anjō est située au point kilométrique (PK) 38,3 de la ligne principale Nagoya. Elle marque le début de la ligne Nishio.

## Historique
La gare est inaugurée le 1er juin 1923 sous le nom de gare d'Imamura (今村駅). Elle prend son nom actuel en 1970.

## Service des voyageurs

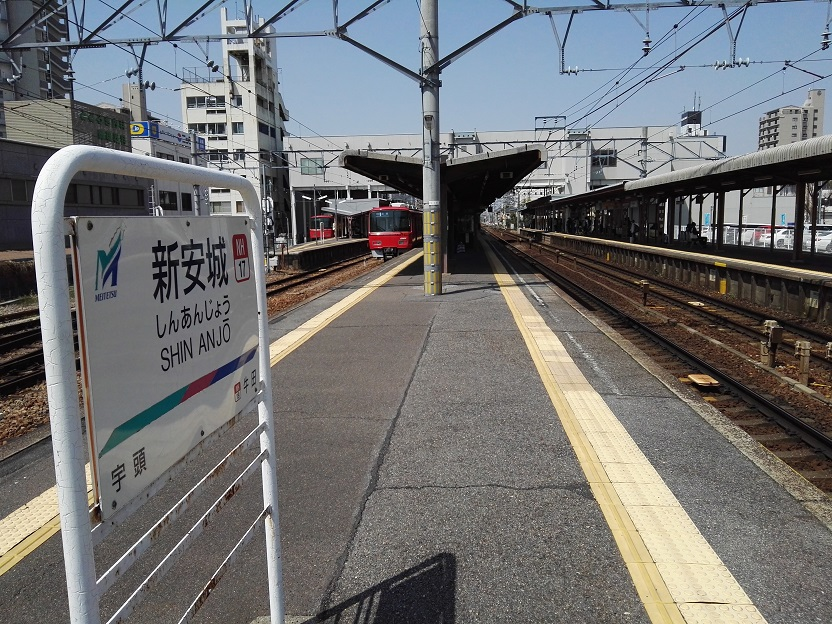
Vue des quais.

### Accueil
La gare dispose d'un bâtiment voyageurs, avec guichets, ouvert tous les jours.

### Desserte
- Ligne Nishio :
  - voies 1 et 2 : direction Nishio et Kira Yoshida
- Ligne principale Nagoya :
  - voies 3 et 4 : direction Nagoya, Gifu et Inuyama
  - voies 5 et 6 : direction Higashi Okazaki et Toyohashi